# Nieuwe Pekela
Nieuwe Pekela est un village qui fait partie de la commune de Pekela dans la province néerlandaise de Groningue.
Nieuwe Pekela a été une commune indépendante jusqu'au 1er janvier 1990. Elle a fusionné avec Oude Pekela pour former la nouvelle commune de Pekela.

## Galerie

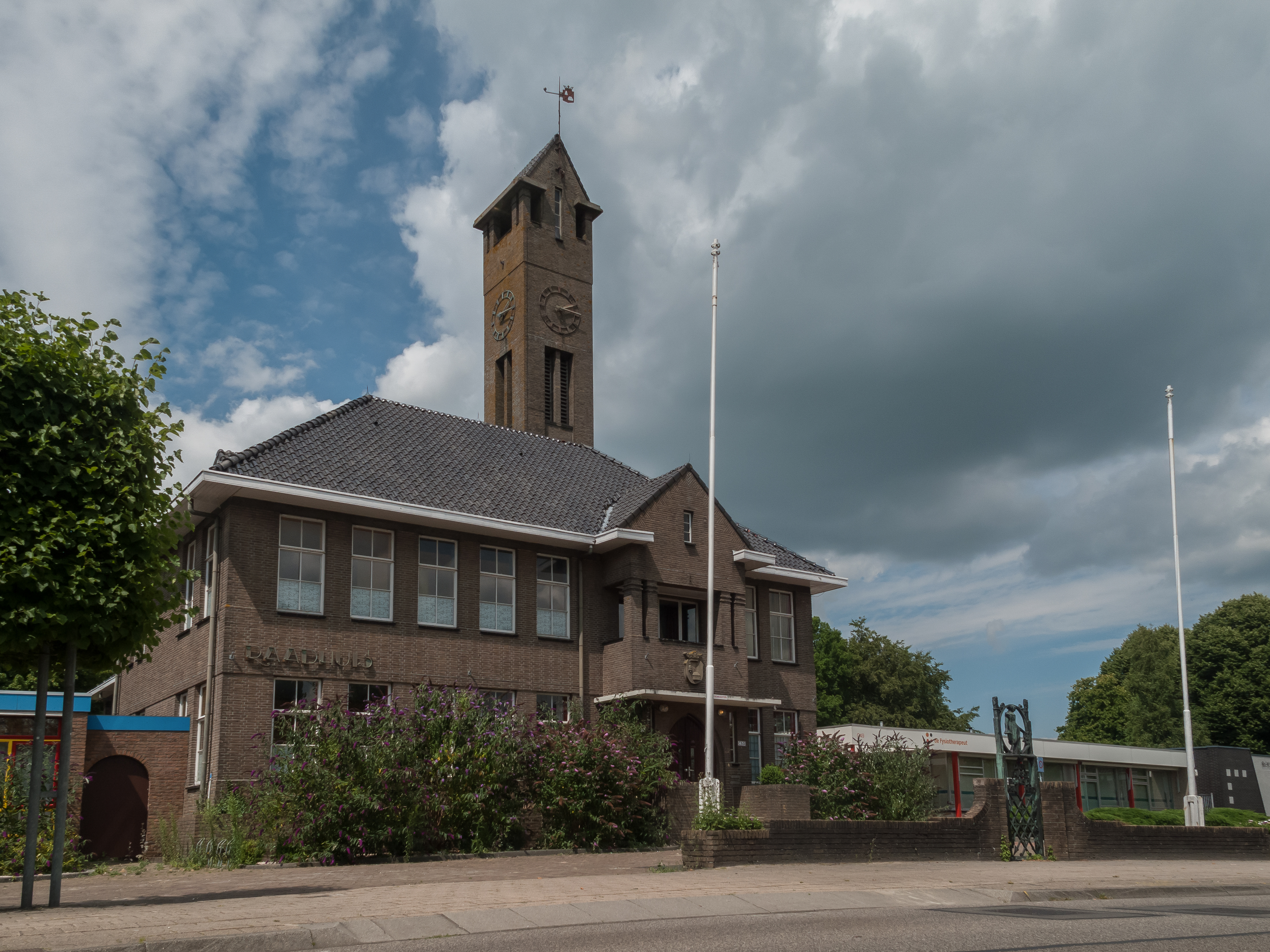
L'ancien hôtel de ville
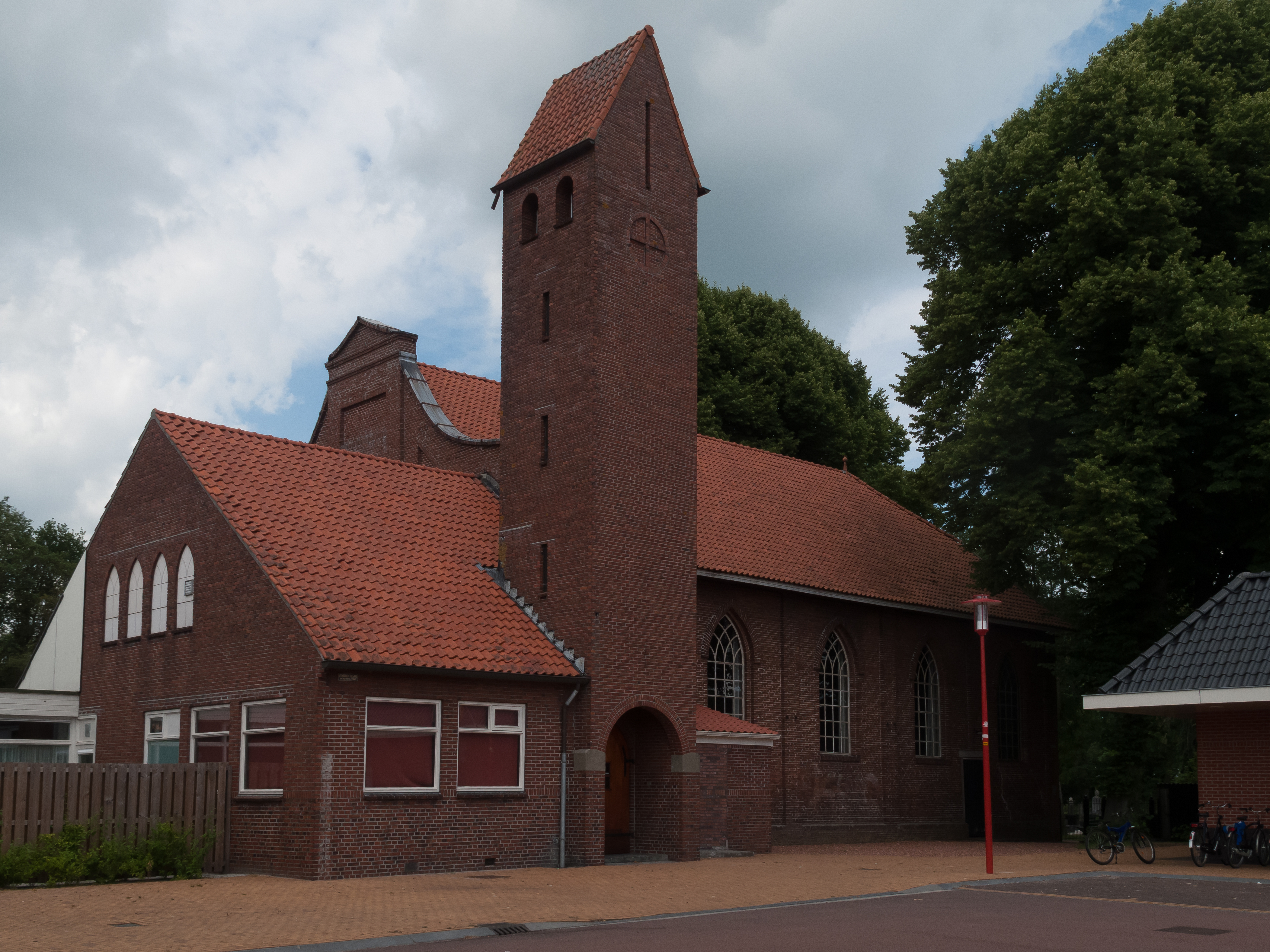
Église proitestante
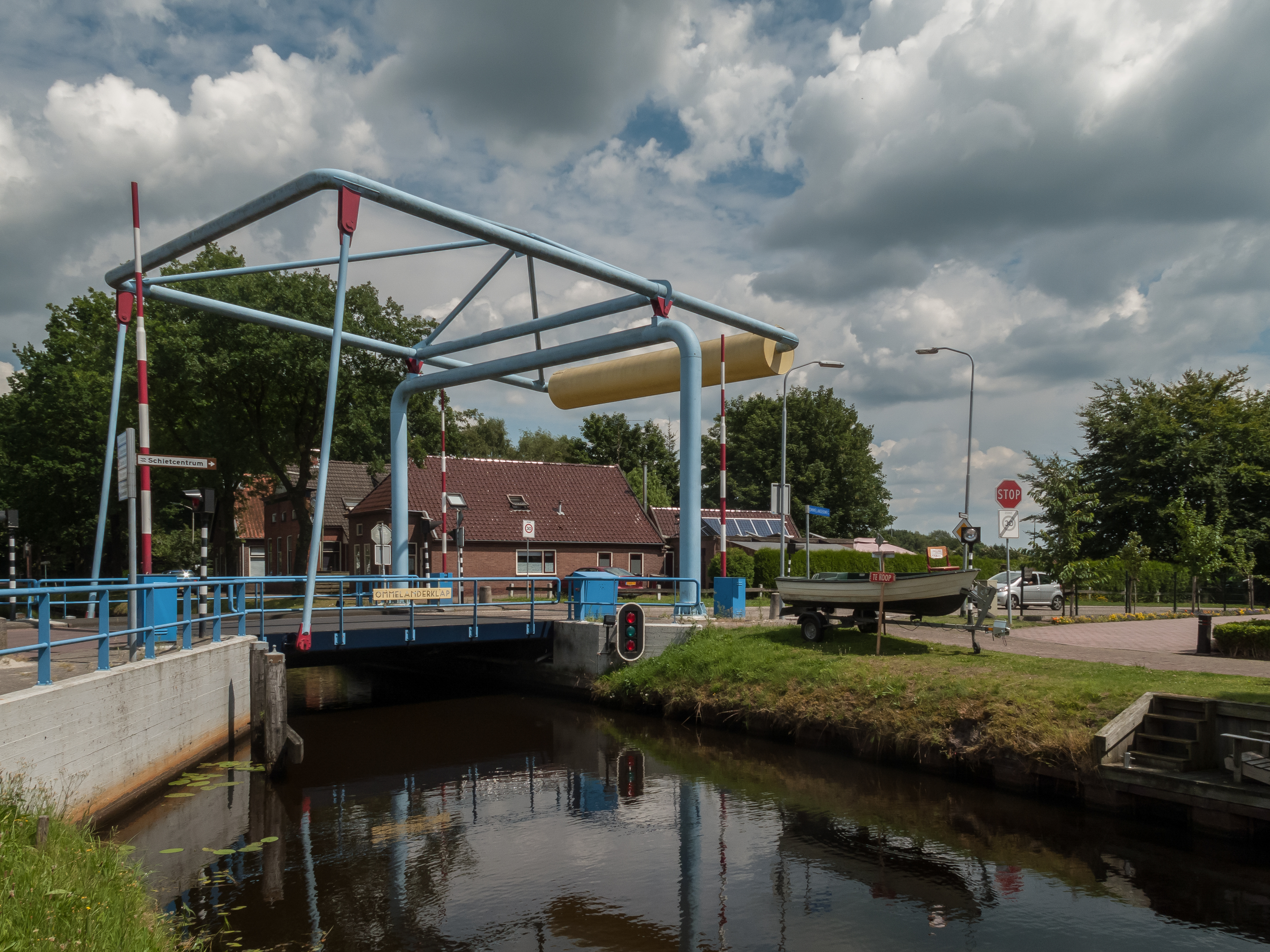
Pont basculant; de Ommelanderklap
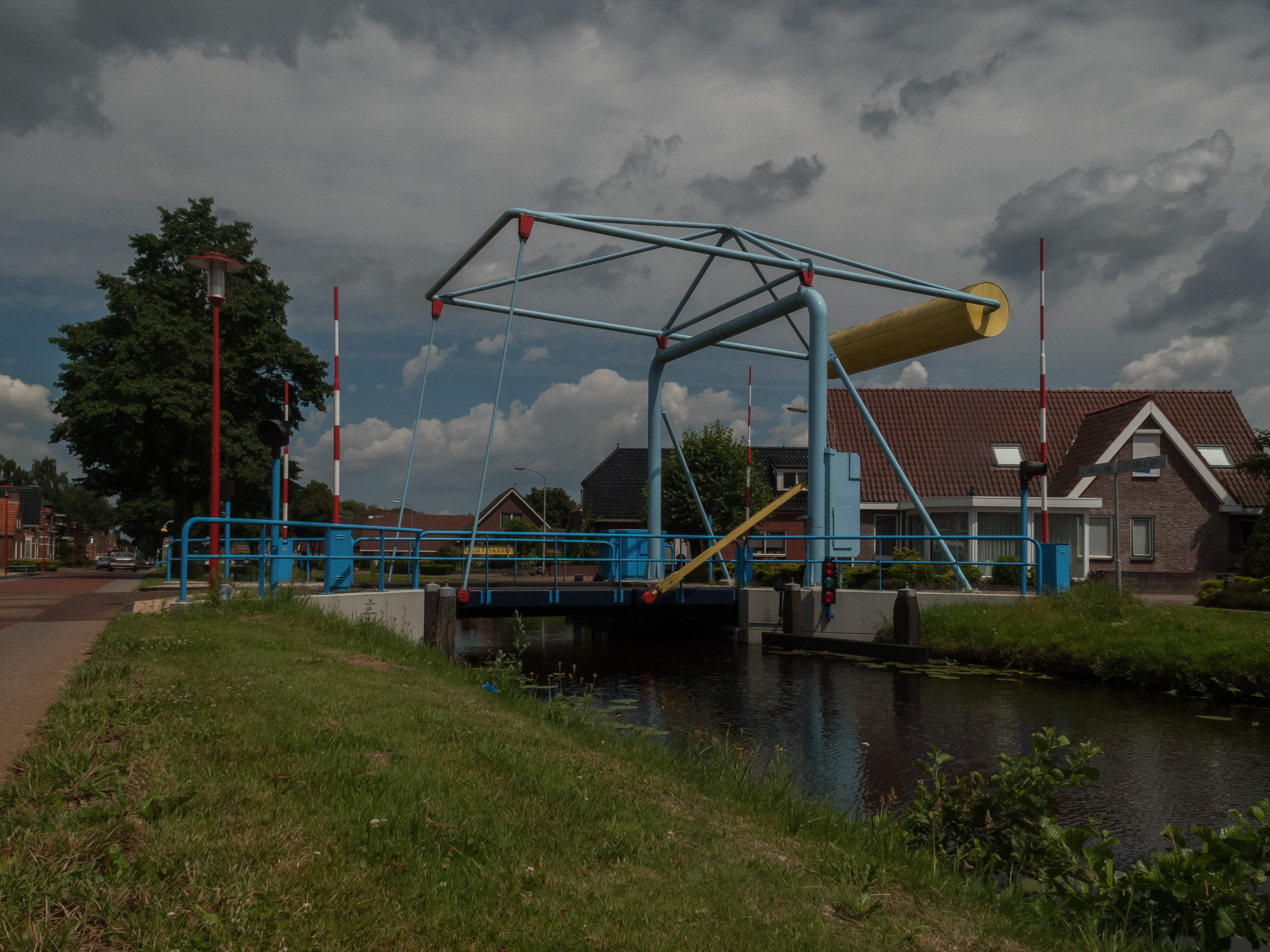
Pont basculant: de Zuidkant Klap